# Tramvajová doprava v Nordhausenu
Tramvajová síť v Nordhausenu je tramvajový systém, který je důležitou součástí systému městské hromadné dopravy v durynském městě Nordhausen v Německu. Zdejší tramvajová síť je tvořena 18 kilometry kolejí, po nichž jezdí tramvaje na třech linkách, z nichž jedna zajíždí do nedalekého Ilfeldu jako vlakotramvaj. Dopravu provozuje společnost Stadtwerke Nordhausen. První tramvajová linka byla uvedena do provozu 25. srpna 1900.

## Linkové vedení
Od roku 2004 jsou v Nordhausenu provozovány tyto tři tramvajové linky:
| Linka | trasa                                                                                          | Interval                                                 |
| ----- | ---------------------------------------------------------------------------------------------- | -------------------------------------------------------- |
| 1     | Krankenhaus – Rathaus/Kornmarkt – Bahnhofsplatz                                                | Pracovní dny: 10 minut Sobota, neděle a svátky: 20 minut |
| 2     | Parkallee – Landratsamt – Rathaus/Kornmarkt – Nordhausen Ost                                   | Pracovní dny: 10 minut Sobota, neděle a svátky: 20 minut |
| 10    | Krankenhaus – Rathaus/Kornmarkt – Bahnhofsplatz – Niedersachswerfen Ost – Ilfeld Neanderklinik | Pracovní dny: 1 hodina Sobota, neděle a svátky: 2 hodiny |

## Vlakotramvaj
Specifikem Nordhausenu je provoz linky 10 formou vlakotramvaje, kdy soupravy jezdí v centru města v elektrické trakci a na předměstí ji změní na trakci nezávislou, protože trať do Ilfeldu není elektrifikována.
Stavba trati započala v roce 2002 s očekávaným otevřením v následujícím roce. Stavba se mírně protáhla a od 1. května 2004 na trati byla zavedena linka 10, která jezdí v trase linky 1 ze zastávky Südharz Klinikum přes centrum Nordhausenu a poté dále samostatně až do zastávky Ilfeld Neanderklinik. Celkově tak trasa měří 11,4 kilometru.